# Боббі Чарлтон
Сер Роберт Чарлтон (англ. Robert Charlton, 11 жовтня 1937, Ашингтон, Англія — 21 жовтня 2023), більш відомий як Боббі Чарлтон (англ. Bobby Charlton) — англійський футболіст, нападник, чемпіон світу. Більшу частину кар'єри грав за «Манчестер Юнайтед», у якому був капітаном. Чарлтон був атакувальним півзахисником, мав відпрацьований дриблінг, точний пас і поставлений удар здалеку. Багато спеціалістів визнають його одним із найвидатніших футболістів Англії усіх часів.
Найкращий футболіст Європи 1966 року за версією журналу France Football. Включений до переліку «100 найкращих футболістів світу», складеного у 2004 році на прохання ФІФА легендарним Пеле. 2000 року ввійшов до переліку найкращих польових гравців XX століття, складеного Міжнародною федерацією футбольної історії і статистики (займає 10-е місце серед 50-ти обраних до переліку футболістів).
У дорослому футболі дебютував 1954 року виступами за команду клубу «Манчестер Юнайтед», в якій провів дев'ятнадцять сезонів, взявши участь у 606 матчах чемпіонату. Вижив у мюнхенській авіакатастрофі 1958 року, після чого допоміг будувати команду заново. Більшість часу, проведеного у складі «Манчестер Юнайтед», був основним гравцем атакувальної ланки команди. За цей час виборов титул володаря Кубка Англії, ставав чемпіоном Англії (тричі), володарем Суперкубка Англії з футболу (чотири рази), володарем Кубка чемпіонів УЄФА. Станом на 2016 рік залишається рекордсменом «Манчестер Юнайтед» за кількістю забитих голів, 249 голів. Йому також довгий час належав рекорд за кількістю матчів, проведених за «Юнайтед» (758), який побив Раян Гіггз 21 травня 2008 року.
1958 року дебютував в офіційних матчах у складі національної збірної Англії. Протягом кар'єри у національній команді, яка тривала 13 років, провів у формі головної команди країни 106 матчів. На момент завершення кар'єри в збірній в 1970 році це був рекорд, який пізніше побив Боббі Мур, а потім Пітер Шилтон. Забив за збірну 49 голів. У вересні 2015 року цей показник перевершив інший форвард «Манчестер Юнайтед» Вейн Руні.
Від 1973 до 1976 року грав у складі команд клубів «Престон Норт-Енд» (як граючий тренер) та «Вотерфорд Юнайтед».
Завершив професійну ігрову кар'єру в австралійському клубі «Мельбурн Вікторі», за команду якого виступав у 1976 році. 1983 року став директором «Вігана», а через рік увійшов до ради директорів «Манчестер Юнайтед», залишаючись на цій посаді дотепер. У 1994 році Боббі Чарльтон був посвячений у лицарі.

## Ранні роки
Четверо дядьків Боббі Чарлтона були футболістами: Джек Мілбурн («Лідс Юнайтед» і «Бредфорд Сіті»), Джордж Мілбурн («Лідс Юнайтед» та «Честерфілд»), Джиммі Мілбурн («Лідс Юнайтед» і «Бредфорд Сіті») і Стен Мілбурн («Честерфілд», «Лестер Сіті» і «Рочдейл»), але першим футбольним тренером юного Боббі стала його мати, Сіссі Мілбурн.
Старший брат Бобі, Джек Чарлтон, спочатку працював у поліції, після чого став футболістом і грав у «Лідс Юнайтед».
9 лютого 1953 року під час матчу школярів Східного Нортумберленда головний скаут «Манчестер Юнайтед» Джо Армстронг помітив учня Бедлінгтонської середньої школи Боббі Чарлтона. Після матчу 15-річний Боббі отримав пропозиції від кількох клубів, але підписав контракт саме з «Юнайтед». Сталося це 1 січня 1953 року. Разом з Чарлтоном контракт з «Юнайтед» підписав 15-річний Вілф Макгіннесс. Мати Боббі була спочатку не впевнена у футбольній кар'єрі свого сина і Чарлтон почав вчитися на інженера, але вже в жовтні 1954 року Боббі уклав свій перший професійний футбольний контракт.
Чарлтон був одним зі знаменитих «малюків Басбі», групи юних і талановитих футболістів, вихованих на «Олд-Траффорд» у 1940-х, 1950-х та 1960-х роках Меттом Басбі, який повністю розбудовував «Манчестер Юнайтед» після Другої світової війни. Боббі довів свій талант, регулярно забиваючи за молодіжний та резервний склади «Юнайтед», і в жовтні 1956 року дебютував за основний склад в грі проти «Чарльтон Атлетік». Тоді він проходив військову службу в Шрусбері (Басбі порадив йому саме це місто, тож по вихідних Боббі міг грати за «Юнайтед»). Разом з ним у Шрусбері служив інший футболіст «Манчестер Юнайтед» Данкан Едвардс.

## Початок кар'єри за «Юнайтед»
У своєму першому сезоні за основну команду 1956—1957 Чарлтон зіграв у 14 матчах. «Манчестер Юнайтед» виграв Перший дивізіон і дійшов до фіналу Кубка Англії, але зробити перший клубний «дубль» у XX столітті манкуніанцям завадила бірмінгемська «Астон Вілла». 19-річний Чарлтон взяв участь у фінальному матчі, який склався для «Юнайтед» невдало: голкіпер Рей Вуд зазнав перелому вилиці в зіткненні з центрфорвардом «Вілли» Пітером Макпарлендом. Боббі був кандидатом на заміну Вудса у воротах (у ті часи заміни у футболі не практикувалися), але воротарські рукавички надів Джекі Бланчфлауер. У підсумку «Юнайтед» поступився суперникові з рахунком 2:1.
Чарльтон став твердим гравцем основи в сезоні 1957—1958. «Юнайтед» став першим англійським клубом, який досяг півфіналу Кубка європейських чемпіонів, поступившись мадридському «Реалу». До цього англійські клуби невдало виступали в Європі, але прогрес «Манчестер Юнайтед» викликав великий інтерес до британського футболу на континенті. І в наступному сезоні «Юнайтед» підтвердив свій клас, діставшись чвертьфіналу, в якому йому протистояла югославська «Црвена Звезда». У першому домашньому матчі англійці перемогли з рахунком 2:1. У Югославії Чарльтон зробив «дубль» і «Юнайтед» вів з рахунком 3:0, але господарям вдалося відігратися і матч завершився внічию — 3:3. «Юнайтед» вийшов у півфінал за сумою двох матчів і тріумфальні футболісти зібралися в зворотну дорогу, тримаючи в думках важливу гру в чемпіонаті проти «Вулвергемптона» на вихідних.

## Мюнхен
Літак, на якому летіли гравці «Юнайтед» і персонал клубу, вилетів з аеропорту Земун (передмістя Белграда) і приземлився в Мюнхені для дозаправлення. У Мюнхені почалася завірюха, погода постійно погіршувалася, і на момент закінчення дозаправлення злітна смуга і споруди аеропорту вкрилися товстим шаром льоду. Після двох невдалих спроб зльоту пасажири покинули літак, у якому потім було усунуто «невеличку технічну несправність».
Після десяти хвилин у будівлі аеровокзалу, пасажирам повідомили, що вони можуть знову займати місця в літаку. Деякі почали нервувати. Чарлтон і Денніс Вайоллет помінялися місцями з Томмі Тейлором і Девідом Пеггом, які вважали, що в хвості літака їм буде безпечніше.
Намагаючись злетіти літак розтрощив огорожу в кінці злітно-посадкової смуги, крило пробило розташований неподалік будинок, який після цього загорівся. Від удару крило і частина хвоста літака відвалилися і, крутячись, врізалися в дерево і дерев'яний барак.
Чарлтона викинуло з кабіни літака разом з сидінням, до якого він був пристебнутий. Коли голкіпер «Юнайтед» Гаррі Грегг (якому якимось чином вдалося вибратися з літака неушкодженим, після чого він самостійно приступив до порятунку тих, що вижили) виявив його, він подумав, що Чарлтон помер. Він ухопив Чарлтона і Вайоллета за пояси і відтягнув чимдалі від літака, побоюючись вибуху. Потім Грегг повернувся до літака, щоб допомогти Басбі та Бленчфлауеру, у яких були жахливі травми, а коли він обернувся, то побачив, що Чарльтон і Вайоллет, яких він вважав мертвими, вибралися із сидінь, і дивилися на уламки літака.
Чарлтон, який зазнав поранень голови і серйозного травматичного шоку, тиждень пролежав у лікарні. Семеро його одноклубників померли під час аварії, включаючи Тейлора і Пегга, з якими він і Вайоллет помінялися місцями перед останньою спробою зльоту. Капітан клубу, Роджер Берн, також помер, разом з Марком Джонсом, Біллі Віланом, Едді Колманом і Джеффрі Бентом. Данкан Едвардс помер від поранень два тижні по тому. Загалом катастрофа забрала життя 23-х осіб. Спочатку причиною аварії називали обмерзання крил літака, але подальше розслідування показало, що сльота в кінці злітно-посадкової смуги пригальмувала літак і практично не залишила шансів для безпечного зльоту.
Чарлтон першим з тих, хто вижив, виписався з лікарні. Він повернувся до Манчестера 14 лютого, через вісім днів після аварії. Під час відновлювального періоду він грав з місцевою молоддю — тоді ж зроблено його знамениту фотографію. Йому було лише 20 років, але вже тоді багато хто чекав, що він допоможе клубу перебудуватися після трагедії.
Знекровлений «Юнайтед» очікувано вилетів з Кубка європейських чемпіонів, поступившись у півфінальних матчах «Мілану» з загальним рахунком 5:2. Дивним чином клубові вдалося дістатися до фіналу Кубка Англії. Великий фінал на «Вемблі» збігся з поверненням Басбі як головного тренера. На жаль для Басбі і вболівальників «Юнайтед», Нет Лофтгаус зробив у цьому матчі «дубль», і «Болтон» виграв Кубок Англії.

## Герой «Юнайтед» та Англії

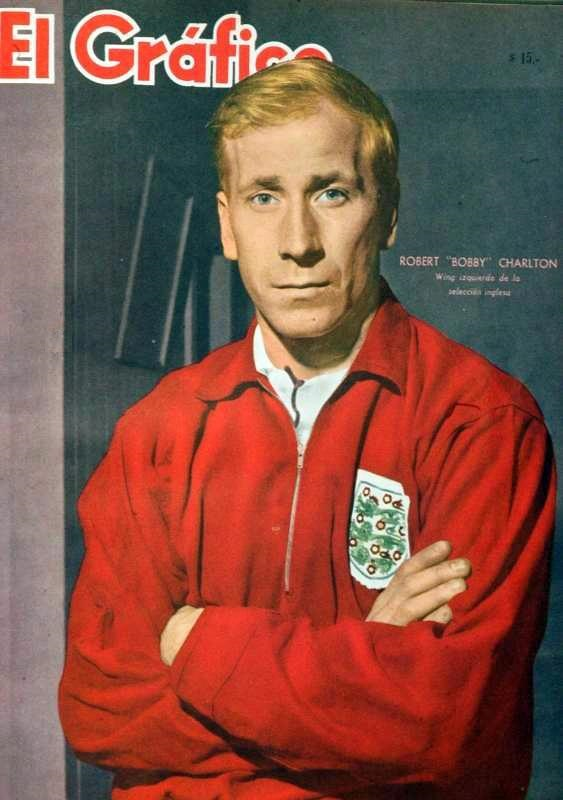
Боббі Чарльтон у 1962 році

Боббі Чарлтон був викликаний в збірну Англії на гру домашнього чемпіонату Британії проти збірної Шотландії на «Гемпден-Парк». Ця гра показала, що Англія знайшла одного з провідних молодих футбольних талантів. Для Боббі ця гра стала початком тривалої та успішної кар'єри в збірній.
У дебютній для Чарлтона грі Англія виграла з рахунком 4:0. Боббі забив приголомшливий гол ударом зльоту після пасу лівого вінгера Тома Фінні. У своїй другій грі за збірну він став автором переможного «дубля» у ворота збірної Португалії (ця зустріч, що проходила на «Вемблі» завершилася з рахунком 2:1). Чарлтон потрапив у заявку збірної на Чемпіонат світу 1958 року у Швеції, але не зіграв на ньому жодної гри, що викликало подив у деяких критиків.
Чарлтон поступово став найважливішою ланкою в грі «Манчестер Юнайтед» і збірної Англії, забиваючи багато і красиво. 1959 року він зробив «хет-трик» у матчі проти збірної США, який Англія виграла 8:1; другий «хет-трик» за збірну він зробив 1961 року під час розгрому збірної Мексики з рахунком 8:0. Він також забивав в кожному розіграші домашнього чемпіонату Британії, в якому брав участь, крім 1963 року. Загалом у цьому турнірі від 1958 до 1970 року він забив 16 голів і виграв 10 титулів (п'ять з них — поділених з суперником).
Він зіграв у відбіркових матчах до Чемпіонату світу 1962 року проти збірної Люксембургу та Португалії і був у заявці збірної на турнір. Гол Чарлтона в матчі групового етапу проти збірної Аргентини (Англія виграла цю зустріч з рахунком 3:1) став його 25-м м'ячем, забитим за Англію у 38 іграх. У чвертьфіналі Англія програла майбутнім чемпіонам, збірній Бразилії.
Перебудова «Манчестер Юнайтед», яку проводив Метт Басбі після мюнхенської трагедії, почала давати свої плоди: у фіналі Кубка Англії 1963 року «Юнайтед» здолав «Лестер Сіті» з рахунком 3:1, і Чарльтон, який утретє грав у фіналі Кубка Англії, все-таки виборов довгоочікувану медаль. За цим успіхом були перемоги в чемпіонаті: «Юнайтед» виграв Перший дивізіон в сезонах 1964—1965 і 1966—1967. У проміжку між цими титулами був Чемпіонат світу 1966 року в Англії.
Вдалий (хоча й безтрофейный) сезон 1965—1966 з «Манчестер Юнайтед» приніс Боббі Чарлтону такі важливі нагороди як Футболіст року за версією АФЖ і Європейський футболіст року.
До того моменту головним тренером збірної Англії був Альф Ремзі, який дістав право одноосібно визначати гравців, викликаних у збірну (до цього рішення приймалися комітетом). Ремзі очистив склад від деяких вікових гравців (впевнених в тому, що комітет знову викличе їх) — футбольний етикет на клубному рівні був не менш важливим фактором для виклику в збірну, ніж вміння та ігрова форма. На щастя для Чарлтона, він мав і перше, і друге, і третє.
Чарлтон залишався футболістом, навколо якого Ремзі збирався будувати свою команду. Перед початком чемпіонату світу всі чекали від Боббі Чарлтона стабільної гри на звичному для нього високому рівні і підтвердження його репутації одного з найкращих футболістів у світовому футболі.

## Тріумф 1966 року
На домашньому чемпіонаті світу Боббі грав фактично в півзахисті, роздавав паси партнерам, диригував командою, але попри це встигав і сам забивати голи. Два його голи у півфіналі португальцям вивели збірну Англії у фінал. Загалом забив три м'ячі. Перемога над ФРН 4:2 (у додатковий час) і титул чемпіонів світу — найвище досягнення англійської збірної. Заслуженим підсумком року стало присудження Чарлтону «Золотого м'яча» найкращому гравцеві Європи.

## Європейський тріумф 1968 року

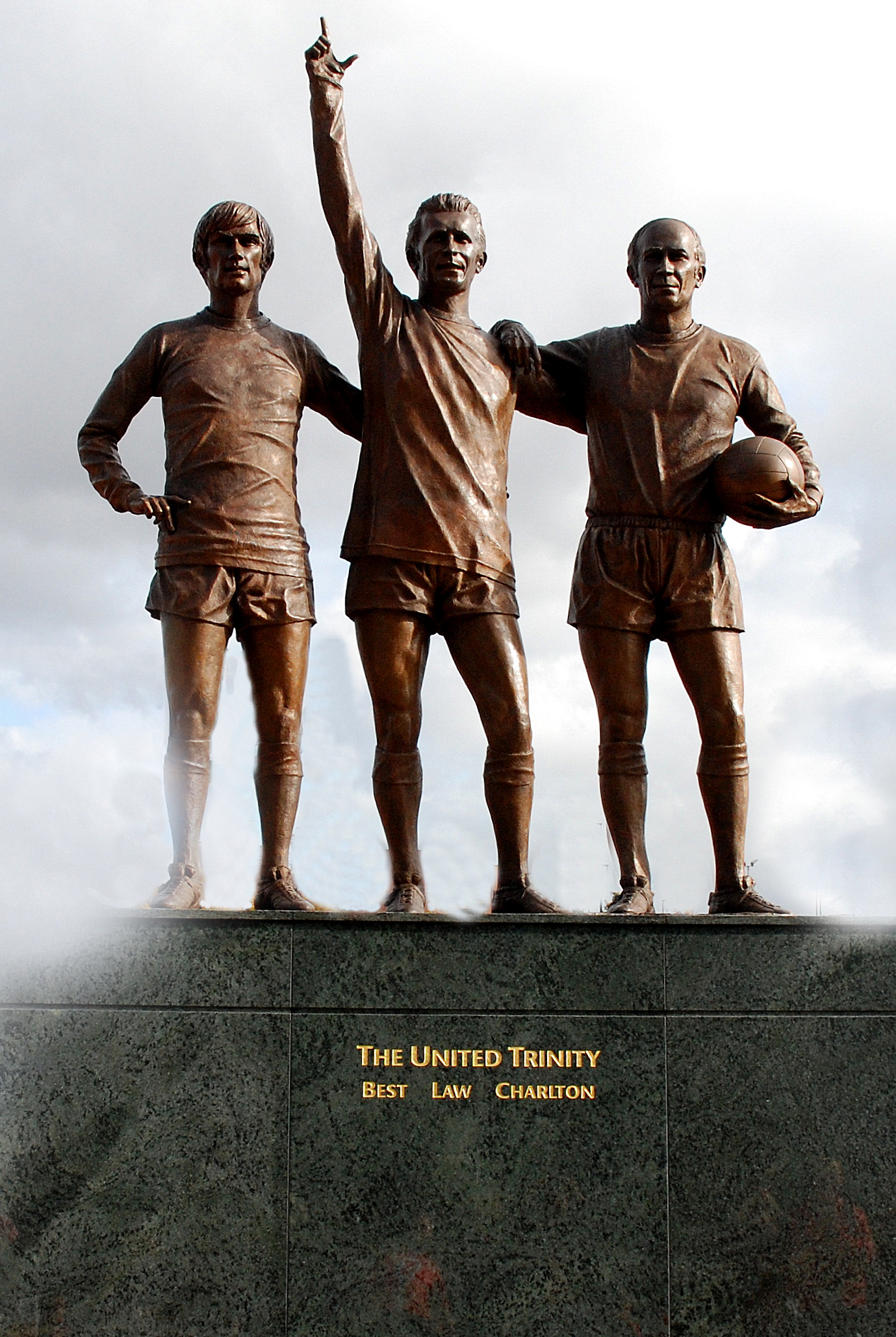
Пам'ятник «великій трійці» «Юнайтед»: Чарлтону (праворуч), Денісу Лоу (в центрі) і Джорджеві Бесту (ліворуч) біля стадіону «Олд-Траффорд»

1968 року, через 10 років після трагедії в Мюнхені, «Манчестер Юнайтед» став першою англійською командою, яка досягла фіналу Кубка європейських чемпіонів. У матчі проти «Бенфіки», який відбувся на «Вемблі», Чарлтон забив два голи, а «Юнайтед» виграв у додатковий час з рахунком 4:1. Боббі Чарлтон став першим англійським капітаном, що підняв над головою заповітний кубок.
Через кілька тижнів він забив свій 45-й гол за Англію в товариському матчі проти збірної Швеції, побивши рекорд Джиммі Грівза з його 44 голами. Він взяв участь у чемпіонаті Європи 1968 року. На ньому Англія дійшла до півфіналу, в якому програла збірній Югославії (в самому півфіналі Боббі не зіграв через травми). У матчі за третє місце збірна Англії перемогла збірну СРСР з рахунком 2:0.
1969 року Чарлтон був нагороджений Орденом Британської Імперії за заслуги перед футболом. 21 квітня 1970 року Боббі зіграв свій 100-й матч за збірну Англії у зустрічі з Північною Ірландією, на честь чого Альф Ремзі зробив його капітаном. У цьому матчі Чарлтон забив гол — свій 48-й за збірну. Свій 49-й і останній гол він забив місяць по тому в зустрічі зі збірною Колумбії, яка завершилася перемогою англійців з рахунком 4:0. На майбутній чемпіонат світу Альф Ремзі включив Чарлтона до складу збірної. Досі Боббі Чарлтон залишається єдиним футболістом збірної Англії, який взяв участь у чотирьох чемпіонатах світу.

## Чемпіонат світу 1970 року і завершення кар'єри
Англія почала чемпіонат світу з двох перемог і однієї пам'ятної поразки від збірної Бразилії. Чарлтон грав у всіх трьох матчах, хоча у фінальному груповому матчі проти збірної Чехословаччини тренер його замінив на Алана Болла. Ремзі, впевнений у перемозі і у виході команди у чвертьфінал, давав Чарлтону відпочити.
У чвертьфіналі Англія зустрічалася з Західною Німеччиною. Чарлтон контролював центр поля і знищував забігання Беккенбауера з глибини; Англія повела з рахунком 2:0. Беккенбауеру вдалося відіграти один гол і Ремзі замінив вікового та вимотаного Чарлтона на Коліна Белла. Белл перевірив на міцність голкіпера німців Зеппа Маєра і зробив чудову передачу на Джеффрі Герста, але той свій шанс не реалізував. Збірна ФРН, яка вміла добре відіграватися, змогла забити два голи — спочатку після удару головою рахунок зрівняв Уве Зеелер, а потім надії англійців поховав гол Герда Мюллера.
Англія вилетіла з турніру, а 32-річний Боббі Чарльтон вирішив завершити кар'єру в збірній, зігравши за неї 106 разів і забивши 49 голів. Після повернення додому з Мексики він повідомив Альфу Ремзі про своє рішення. Його брат Джек, старший за Боббі на 2 роки, який зіграв на 71 матч менше, зробив те саме.
Рекорд Чарлтона за кількістю матчів за збірну протримався до 1973 року, поки його не побив Боббі Мур. Станом на 2016 рік Чарлтон посідає 4-те місце за кількістю матчів за збірну Англії, поступаючись лише Муру, Девіду Бекхему і Пітерові Шилтону (кар'єра останнього розпочалася в наступному матчі після відходу зі збірної Чарлтона).
У 1970-х роках «Манчестер Юнайтед» вже не був серед претендентів на трофеї, і в якісь періоди навіть боровся проти вильоту з Першого дивізіону. У ті часи Чарлтон мав погані стосунки з іншими суперзірками «Юнайтед», Джорджем Бестом і Денісом Лоу. Бест навіть відмовився грати в прощальному матчі Чарлтона проти «Селтіка», заявивши, що «це було б лицемірним». Чарлтон пішов з «Манчестер Юнайтед» наприкінці сезону 1972—1973, забивши 249 голів і встановивши клубний рекорд за кількістю матчів — 758. Рекорд за кількістю матчів за клуб побив 35 років по тому Раян Гіггз у фіналі Ліги чемпіонів УЄФА 2008 року. Однак, гольовий рекорд сера Боббі залишається актуальним і донині.
Останнім матчем Чарлтона за «Манчестер Юнайтед» стала гра проти «Челсі» на «Стемфорд Бридж». Перед матчем телекамери BBC зловили момент як голова ради директорів «Челсі» передає Чарлтону подарунковий портсигар.
Після завершення кар'єри у «Юнайтед» Чарлтон провів деякий час в різних клубах Ірландії, ПАР і Австралії. 25 березня 1978 року він зіграв у матчі Англо-італійського кубка за валлійський клуб «Бангор Сіті», відзначившись голом.

## Підсумок виступів за збірну
1958 року дебютував в офіційних матчах у складі національної збірної Англії. Протягом кар'єри у національній команді, яка тривала 13 років, провів у формі головної команди країни 106 матчів, забивши 49 голів.
У складі збірної був учасником чемпіонату світу 1958 року у Швеції, чемпіонату світу 1962 року у Чилі, чемпіонату світу 1966 року в Англії, здобувши того року титул чемпіона світу, чемпіонату Європи 1968 року в Італії, на якому команда здобула бронзові нагороди, а також чемпіонату світу 1970 року у Мексиці.

### Матчі і голи Чарлтона за збірну Англії
| Матчі і голи Чарлтона за збірну Англії | Матчі і голи Чарлтона за збірну Англії | Матчі і голи Чарлтона за збірну Англії | Матчі і голи Чарлтона за збірну Англії | Матчі і голи Чарлтона за збірну Англії | Матчі і голи Чарлтона за збірну Англії | Матчі і голи Чарлтона за збірну Англії |
| -------------------------------------- | -------------------------------------- | -------------------------------------- | -------------------------------------- | -------------------------------------- | -------------------------------------- | -------------------------------------- |
| №                                      | Дата                                   | Суперник                               | Рахунок                                | Голи Чарлтона                          | Змагання                               |                                        |
| 1                                      | 19 квітня 1958                         | Шотландія                              | 4-0                                    | 1                                      | Чемпіонат Великої Британії             |                                        |
| 2                                      | 7 травня 1958                          | Португалія                             | 2-1                                    | 2                                      | Товариський матч                       |                                        |
| 3                                      | 11 травня 1958                         | Югославія                              | 0-5                                    | -                                      | Товариський матч                       |                                        |
| 4                                      | 4 жовтня 1958                          | Північна Ірландія                      | 3-3                                    | 2                                      | Чемпіонат Великої Британії             |                                        |
| 5                                      | 22 жовтня 1958                         | СРСР                                   | 5-0                                    | 1                                      | Товариський матч                       |                                        |
| 6                                      | 26 листопада 1958                      | Уельс                                  | 2-2                                    | -                                      | Чемпіонат Великої Британії             |                                        |
| 7                                      | 11 квітня 1959                         | Шотландія                              | 1-0                                    | 1                                      | Чемпіонат Великої Британії             |                                        |
| 8                                      | 6 травня 1959                          | Італія                                 | 2-2                                    | 1                                      | Товариський матч                       |                                        |
| 9                                      | 13 травня 1959                         | Бразилія                               | 0-2                                    | -                                      | Товариський матч                       |                                        |
| 10                                     | 17 травня 1959                         | Перу                                   | 1-4                                    | -                                      | Товариський матч                       |                                        |
| 11                                     | 24 травня 1959                         | Мексика                                | 1-2                                    | -                                      | Товариський матч                       |                                        |
| 12                                     | 28 травня 1959                         | США                                    | 8-1                                    | 3                                      | Товариський матч                       |                                        |
| 13                                     | 17 жовтня 1959                         | Уельс                                  | 1-1                                    | -                                      | Чемпіонат Великої Британії             |                                        |
| 14                                     | 28 жовтня 1959                         | Швеція                                 | 2-3                                    | 1                                      | Товариський матч                       |                                        |
| 15                                     | 9 квітня 1960                          | Шотландія                              | 1-1                                    | 1                                      | Чемпіонат Великої Британії             |                                        |
| 16                                     | 11 травня 1960                         | Югославія                              | 3-3                                    | -                                      | Товариський матч                       |                                        |
| 17                                     | 15 травня 1960                         | Іспанія                                | 0-3                                    | -                                      | Товариський матч                       |                                        |
| 18                                     | 22 травня 1960                         | Угорщина                               | 0-2                                    | -                                      | Товариський матч                       |                                        |
| 19                                     | 8 жовтня 1960                          | Північна Ірландія                      | 5-2                                    | 1                                      | Чемпіонат Великої Британії             |                                        |
| 20                                     | 19 жовтня 1960                         | Люксембург                             | 9-0                                    | 3                                      | Відбіркові матчі ЧС-1962               |                                        |
| 21                                     | 26 жовтня 1960                         | Іспанія                                | 4-2                                    | -                                      | Товариський матч                       |                                        |
| 22                                     | 23 листопада 1960                      | Уельс                                  | 5-1                                    | 1                                      | Чемпіонат Великої Британії             |                                        |
| 23                                     | 15 квітня 1961                         | Шотландія                              | 9-3                                    | -                                      | Чемпіонат Великої Британії             |                                        |
| 24                                     | 10 травня 1961                         | Мексика                                | 8-0                                    | 3                                      | Товариський матч                       |                                        |
| 25                                     | 21 травня 1961                         | Португалія                             | 1-1                                    | -                                      | Відбіркові матчі ЧС-1962               |                                        |
| 26                                     | 24 травня 1961                         | Італія                                 | 3-2                                    | -                                      | Товариський матч                       |                                        |
| 27                                     | 27 травня 1961                         | Австрія                                | 1-3                                    | -                                      | Товариський матч                       |                                        |
| 28                                     | 28 вересня 1961                        | Люксембург                             | 4-1                                    | 2                                      | Відбіркові матчі ЧС-1962               |                                        |
| 29                                     | 14 жовтня 1961                         | Уельс                                  | 1-1                                    | -                                      | Чемпіонат Великої Британії             |                                        |
| 30                                     | 25 жовтня 1961                         | Португалія                             | 2-0                                    | -                                      | Відбіркові матчі ЧС-1962               |                                        |
| 31                                     | 22 листопада 1961                      | Північна Ірландія                      | 1-1                                    | 1                                      | Чемпіонат Великої Британії             |                                        |
| 32                                     | 4 квітня 1962                          | Австрія                                | 3-1                                    | -                                      | Товариський матч                       |                                        |
| 33                                     | 14 квітня 1962                         | Шотландія                              | 0-2                                    | -                                      | Чемпіонат Великої Британії             |                                        |
| 34                                     | 9 травня 1962                          | Швейцарія                              | 3-1                                    | -                                      | Товариський матч                       |                                        |
| 35                                     | 20 травня 1962                         | Перу                                   | 4-0                                    | -                                      | Товариський матч                       |                                        |
| 36                                     | 31 травня 1962                         | Угорщина                               | 1-2                                    | -                                      | Фінальні матчі ЧС-1962                 |                                        |
| 37                                     | 2 червня 1962                          | Аргентина                              | 3-1                                    | 1                                      | Фінальні матчі ЧС-1962                 |                                        |
| 38                                     | 7 червня 1962                          | Болгарія                               | 0-0                                    | -                                      | Фінальні матчі ЧС-1962                 |                                        |
| 39                                     | 10 червня 1962                         | Бразилія                               | 1-3                                    | -                                      | Фінальні матчі ЧС-1962                 |                                        |
| 40                                     | 27 февраля 1963                        | Франція                                | 2-5                                    | -                                      | Відбіркові матчі ЧЄ-1964               |                                        |
| 41                                     | 6 квітня 1963                          | Шотландія                              | 1-2                                    | -                                      | Чемпіонат Великої Британії             |                                        |
| 42                                     | 8 травня 1963                          | Бразилія                               | 1-1                                    | -                                      | Товариський матч                       |                                        |
| 43                                     | 29 травня 1963                         | Чехословаччина                         | 4-2                                    | 1                                      | Товариський матч                       |                                        |
| 44                                     | 2 червня 1963                          | НДР                                    | 2-1                                    | 1                                      | Товариський матч                       |                                        |
| 45                                     | 5 червня 1963                          | Швейцарія                              | 8-1                                    | 3                                      | Товариський матч                       |                                        |
| 46                                     | 12 жовтня 1963                         | Уельс                                  | 4-0                                    | 1                                      | Чемпіонат Великої Британії             |                                        |
| 47                                     | 23 жовтня 1963                         | Збірна ФІФА                            | 2-1                                    | -                                      | Товариський матч                       |                                        |
| 48                                     | 20 листопада 1963                      | Північна Ірландія                      | 8-3                                    | -                                      | Чемпіонат Великої Британії             |                                        |
| 49                                     | 11 квітня 1964                         | Шотландія                              | 0-1                                    | -                                      | Чемпіонат Великої Британії             |                                        |
| 50                                     | 6 травня 1964                          | Уругвай                                | 2-1                                    | -                                      | Товариський матч                       |                                        |
| 51                                     | 17 травня 1964                         | Португалія                             | 4-3                                    | 1                                      | Товариський матч                       |                                        |
| 52                                     | 24 травня 1964                         | Ірландія                               | 3-1                                    | -                                      | Товариський матч                       |                                        |
| 53                                     | 27 травня 1964                         | США                                    | 10-0                                   | 1                                      | Товариський матч                       |                                        |
| 54                                     | 30 травня 1964                         | Бразилія                               | 1-5                                    | -                                      | Кубок націй                            |                                        |
| 55                                     | 6 червня 1964                          | Аргентина                              | 0-1                                    | -                                      | Кубок націй                            |                                        |
| 56                                     | 3 жовтня 1964                          | Північна Ірландія                      | 4-3                                    | -                                      | Чемпіонат Великої Британії             |                                        |
| 57                                     | 9 декабря 1964                         | Нідерланди                             | 1-1                                    | -                                      | Товариський матч                       |                                        |
| 58                                     | 10 квітня 1965                         | Шотландія                              | 2-2                                    | 1                                      | Чемпіонат Великої Британії             |                                        |
| 59                                     | 2 жовтня 1965                          | Уельс                                  | 0-0                                    | -                                      | Чемпіонат Великої Британії             |                                        |
| 60                                     | 20 жовтня 1965                         | Австрія                                | 2-3                                    | 1                                      | Товариський матч                       |                                        |
| 61                                     | 10 листопада 1965                      | Північна Ірландія                      | 2-1                                    | -                                      | Чемпіонат Великої Британії             |                                        |
| 62                                     | 8 декабря 1965                         | Іспанія                                | 2-0                                    | -                                      | Товариський матч                       |                                        |
| 63                                     | 23 февраля 1966                        | ФРН                                    | 1-0                                    | -                                      | Товариський матч                       |                                        |
| 64                                     | 2 квітня 1966                          | Шотландія                              | 4-3                                    | 1                                      | Чемпіонат Великої Британії             |                                        |
| 65                                     | 4 травня 1966                          | Югославія                              | 2-0                                    | 1                                      | Товариський матч                       |                                        |
| 66                                     | 26 червня 1966                         | Фінляндія                              | 3-0                                    | -                                      | Товариський матч                       |                                        |
| 67                                     | 29 червня 1966                         | Норвегія                               | 6-1                                    | -                                      | Товариський матч                       |                                        |
| 68                                     | 5 липня 1966                           | Польща                                 | 1-0                                    | -                                      | Товариський матч                       |                                        |
| 69                                     | 11 липня 1966                          | Уругвай                                | 0-0                                    | -                                      | Фінальні матчі ЧС-1966                 |                                        |
| 70                                     | 16 липня 1966                          | Мексика                                | 2-0                                    | 1                                      | Фінальні матчі ЧС-1966                 |                                        |
| 71                                     | 20 липня 1966                          | Франція                                | 2-0                                    | -                                      | Фінальні матчі ЧС-1966                 |                                        |
| 72                                     | 23 липня 1966                          | Аргентина                              | 1-0                                    | -                                      | Фінальні матчі ЧС-1966                 |                                        |
| 73                                     | 26 липня 1966                          | Португалія                             | 2-1                                    | 2                                      | Фінальні матчі ЧС-1966                 |                                        |
| 74                                     | 30 липня 1966                          | ФРН                                    | 4-2                                    | -                                      | Фінальні матчі ЧС-1966                 |                                        |
| 75                                     | 22 жовтня 1966                         | Північна Ірландія                      | 2-0                                    | -                                      | Відбіркові матчі ЧЄ-1968               |                                        |
| 76                                     | 2 листопада 1966                       | Чехословаччина                         | 0-0                                    | -                                      | Товариський матч                       |                                        |
| 77                                     | 16 листопада 1966                      | Уельс                                  | 5-1                                    | 1                                      | Відбіркові матчі ЧЄ-1968               |                                        |
| 78                                     | 15 квітня 1967                         | Шотландія                              | 2-3                                    | -                                      | Відбіркові матчі ЧЄ-1968               |                                        |
| 79                                     | 21 жовтня 1967                         | Уельс                                  | 3-0                                    | 1                                      | Відбіркові матчі ЧЄ-1968               |                                        |
| 80                                     | 22 листопада 1967                      | Північна Ірландія                      | 2-0                                    | 1                                      | Відбіркові матчі ЧЄ-1968               |                                        |
| 81                                     | 6 декабря 1967                         | СРСР                                   | 2-2                                    | -                                      | Товариський матч                       |                                        |
| 82                                     | 24 февраля 1968                        | Шотландія                              | 1-1                                    | -                                      | Відбіркові матчі ЧЄ-1968               |                                        |
| 83                                     | 3 квітня 1968                          | Іспанія                                | 1-0                                    | 1                                      | Відбіркові матчі ЧЄ-1968               |                                        |
| 84                                     | 8 травня 1968                          | Іспанія                                | 2-1                                    | -                                      | Відбіркові матчі ЧЄ-1968               |                                        |
| 85                                     | 22 травня 1968                         | Швеція                                 | 3-1                                    | 1                                      | Товариський матч                       |                                        |
| 86                                     | 5 червня 1968                          | Югославія                              | 0-1                                    | -                                      | Фінальні матчі ЧЄ-1968                 |                                        |
| 87                                     | 8 червня 1968                          | СРСР                                   | 2-0                                    | 1                                      | Фінальні матчі ЧЄ-1968                 |                                        |
| 88                                     | 6 листопада 1968                       | Румунія                                | 0-0                                    | -                                      | Товариський матч                       |                                        |
| 89                                     | 11 декабря 1968                        | Болгарія                               | 1-1                                    | -                                      | Товариський матч                       |                                        |
| 90                                     | 15 января 1969                         | Румунія                                | 1-1                                    | -                                      | Товариський матч                       |                                        |
| 91                                     | 3 травня 1969                          | Північна Ірландія                      | 3-1                                    | -                                      | Чемпіонат Великої Британії             |                                        |
| 92                                     | 7 травня 1969                          | Уельс                                  | 2-1                                    | 1                                      | Чемпіонат Великої Британії             |                                        |
| 93                                     | 10 травня 1969                         | Шотландія                              | 4-1                                    | -                                      | Чемпіонат Великої Британії             |                                        |
| 94                                     | 1 червня 1969                          | Мексика                                | 0-0                                    | -                                      | Товариський матч                       |                                        |
| 95                                     | 12 червня 1969                         | Бразилія                               | 1-2                                    | -                                      | Товариський матч                       |                                        |
| 96                                     | 5 листопада 1969                       | Нідерланди                             | 1-0                                    | -                                      | Товариський матч                       |                                        |
| 97                                     | 10 декабря 1969                        | Португалія                             | 1-0                                    | -                                      | Товариський матч                       |                                        |
| 98                                     | 14 января 1970                         | Нідерланди                             | 0-0                                    | -                                      | Товариський матч                       |                                        |
| 99                                     | 18 квітня 1970                         | Уельс                                  | 1-1                                    | -                                      | Чемпіонат Великої Британії             |                                        |
| 100                                    | 21 квітня 1970                         | Північна Ірландія                      | 3-1                                    | 1                                      | Чемпіонат Великої Британії             |                                        |
| 101                                    | 20 травня 1970                         | Колумбія                               | 4-0                                    | 1                                      | Товариський матч                       |                                        |
| 102                                    | 24 травня 1970                         | Еквадор                                | 2-0                                    | -                                      | Товариський матч                       |                                        |
| 103                                    | 2 червня 1970                          | Румунія                                | 1-0                                    | -                                      | Фінальні матчі ЧС-1970                 |                                        |
| 104                                    | 7 червня 1970                          | Бразилія                               | 0-1                                    | -                                      | Фінальні матчі ЧС-1970                 |                                        |
| 105                                    | 11 червня 1970                         | Чехословаччина                         | 1-0                                    | -                                      | Фінальні матчі ЧС-1970                 |                                        |
| 106                                    | 14 червня 1970                         | ФРН                                    | 2-3                                    | -                                      | Фінальні матчі ЧС-1970                 |                                        |

Загалом: 106 матчів / 49 голів; 61 перемога, 23 нічиї, 22 поразки.

## Кар'єра тренера
Розпочав тренерську кар'єру, ще продовжуючи грати на полі, 1973 року, очоливши тренерський штаб клубу «Престон Норт-Енд».
Останнім місцем тренерської роботи був клуб «Віган Атлетік», команду якого Боббі Чарлтон очолював як головний тренер 1983 року.

## Особисте життя
Боббі зустрів свою майбутню дружину, Норму Болл, на льодовій ковзанці в Манчестері. Вони одружилися 1961 року; мають дві доньки — Сюзанну і Андреа. Сюзанна Чарлтон працювала ведучою в програмі прогнозу погоди на каналі BBC у 1990-х роках.
2007 року в рамках презентації автобіографії Чарлтон зізнався, що у нього була тривала і серйозна ворожнеча з братом, Джеком. Вони майже не спілкувалися після розладу, який стався між дружиною Чарлтона, Нормою, і його матір'ю, Сіссі (яка померла 1996 року у 84 роки).
Чарлтон почав лисіти на початку 1960-х і якийсь час відмовлявся голитися наголо, а його лисину прикривало рідке завите волосся, що спадало вниз і з боків, коли він бігав. Цей спортивний стиль називається «комбовер Боббі Чарлтона».

## Титули і досягнення

### Командні
- Володар Кубка Англії (1):

«Манчестер Юнайтед»: 1962-63
- Чемпіон Англії (3):

«Манчестер Юнайтед»: 1956-57, 1964-65, 1966-67
- Володар Суперкубка Англії з футболу (4):

«Манчестер Юнайтед»: 1956, 1957, 1965, 1967
- Володар Кубка чемпіонів УЄФА (1):

«Манчестер Юнайтед»: 1967-68
- Чемпіон світу (1):

1966

### Особисті
- Золотий м'яч (найкращий гравець Європи): 1966
- ФІФА 100 (сто найкращих гравців світу за версією Пеле)
- 10 місце в переліку найкращих польових гравців XX століття за версією Міжнародної федерації футбольної історії і статистики.
- Найкращий бомбардир Кубка ярмарків: 1964–65

## Статистика виступів
Довгий час вважали, що Чарлтон зіграв за «Манчестер Юнайтед» 759 офіційних матчів. Однак у травні 2008 року з'ясувалося, що матч з «Болтоном» 6 січня 1962 року в рамках розіграшу Кубка Англії включили в його статистику помилково. Фактично, сер Роберт не брав у ньому участі.

### Клубна кар'єра
| Клуб               | Сезон              | Ліга  | Ліга | Кубки | Кубки | Єврокубки | Єврокубки | Інші  | Інші | Загалом | Загалом |
| Клуб               | Сезон              | Матчі | Голи | Матчі | Голи  | Матчі     | Голи      | Матчі | Голи | Матчі   | Голи    |
| ------------------ | ------------------ | ----- | ---- | ----- | ----- | --------- | --------- | ----- | ---- | ------- | ------- |
| Манчестер Юнайтед  | 1954–1955          | 0     | 0    | 0     | 0     | 0         | 0         | 0     | 0    | 0       | 0       |
| Манчестер Юнайтед  | 1955–1956          | 0     | 0    | 0     | 0     | 0         | 0         | 0     | 0    | 0       | 0       |
| Манчестер Юнайтед  | 1956–1957          | 14    | 10   | 2     | 1     | 1         | 1         | 0     | 0    | 17      | 12      |
| Манчестер Юнайтед  | 1957–1958          | 21    | 8    | 7     | 5     | 2         | 3         | 0     | 0    | 30      | 16      |
| Манчестер Юнайтед  | 1958–1959          | 38    | 29   | 1     | 0     | 0         | 0         | 0     | 0    | 39      | 29      |
| Манчестер Юнайтед  | 1959–1960          | 37    | 18   | 3     | 3     | 0         | 0         | 0     | 0    | 40      | 21      |
| Манчестер Юнайтед  | 1960–1961          | 39    | 21   | 3     | 0     | 0         | 0         | 0     | 0    | 42      | 21      |
| Манчестер Юнайтед  | 1961–1962          | 37    | 8    | 6     | 2     | 0         | 0         | 0     | 0    | 43      | 10      |
| Манчестер Юнайтед  | 1962–1963          | 28    | 7    | 6     | 2     | 0         | 0         | 0     | 0    | 34      | 9       |
| Манчестер Юнайтед  | 1963–1964          | 40    | 9    | 7     | 2     | 6         | 4         | 1     | 0    | 54      | 15      |
| Манчестер Юнайтед  | 1964–1965          | 41    | 10   | 7     | 0     | 11        | 8         | 0     | 0    | 59      | 18      |
| Манчестер Юнайтед  | 1965–1966          | 38    | 16   | 7     | 0     | 8         | 2         | 1     | 0    | 54      | 18      |
| Манчестер Юнайтед  | 1966–1967          | 42    | 12   | 2     | 0     | 0         | 0         | 0     | 0    | 44      | 12      |
| Манчестер Юнайтед  | 1967–1968          | 41    | 15   | 2     | 1     | 9         | 2         | 1     | 2    | 53      | 20      |
| Манчестер Юнайтед  | 1968–1969          | 32    | 5    | 6     | 0     | 8         | 2         | 2     | 0    | 48      | 7       |
| Манчестер Юнайтед  | 1969–1970          | 40    | 12   | 17    | 2     | 0         | 0         | 0     | 0    | 57      | 14      |
| Манчестер Юнайтед  | 1970–1971          | 42    | 5    | 8     | 3     | 0         | 0         | 3     | 2    | 53      | 10      |
| Манчестер Юнайтед  | 1971–1972          | 40    | 8    | 13    | 4     | 0         | 0         | 1     | 0    | 54      | 12      |
| Манчестер Юнайтед  | 1972–1973          | 36    | 6    | 5     | 1     | 0         | 0         | 3     | 2    | 44      | 9       |
| Манчестер Юнайтед  | Загалом            | 606   | 199  | 102   | 26    | 45        | 22        | 12    | 6    | 765     | 253     |
| Престон Норт-Енд   | 1974—1975          | 38    | 8    | 7     | 2     | 0         | 0         | 0     | 0    | 45      | 10      |
| Престон Норт-Енд   | Загалом            | 38    | 8    | 7     | 2     | 0         | 0         | 0     | 0    | 45      | 10      |
| Вотерфорд          | 1975—1976          | 26    | ?    | 5     | ?     | 0         | 0         | 0     | 0    | 31      | 18      |
| Вотерфорд          | Загалом            | 26    | ?    | 5     | ?     | 0         | 0         | 0     | 0    | 31      | 18      |
| Бангор Сіті        | 1977—1978          | 0     | 0    | 0     | 0     | 0         | 0         | 1     | 1    | 1       | 1       |
| Бангор Сіті        | Загалом            | 0     | 0    | 0     | 0     | 0         | 0         | 1     | 1    | 1       | 1       |
| Ньюкасл КБ Юнайтед | 1978               | 2     | 0    | 0     | 0     | 0         | 0         | 0     | 0    | 2       | 0       |
| Ньюкасл КБ Юнайтед | Загалом            | 2     | 0    | 0     | 0     | 0         | 0         | 0     | 0    | 2       | 0       |
| Блектаун Сіті      | 1980               | 2     | 3    | 0     | 0     | 0         | 0         | 0     | 0    | 2       | 3       |
| Блектаун Сіті      | Загалом            | 2     | 3    | 0     | 0     | 0         | 0         | 0     | 0    | 2       | 3       |
| Загалом за кар'єру | Загалом за кар'єру | 674   | 210+ | 114   | 28+   | 45        | 22        | 13    | 7    | 846     | 285     |

### Зведена статистика висіупів за збірну
| Збірна             | Рік                | Відбіркові матчі ЧС | Відбіркові матчі ЧС | Фінальні матчі ЧС | Фінальні матчі ЧС | Відбіркові матчі ЧЄ | Відбіркові матчі ЧЄ | Фінальні матчі ЧЄ | Фінальні матчі ЧЄ | Чемпіонат Великої Британії | Чемпіонат Великої Британії | Кубок націй | Кубок націй | Товариські матчі | Товариські матчі | Загалом | Загалом |
| Збірна             | Рік                | Матчі               | Голи                | Матчі             | Голи              | Матчі               | Голи                | Матчі             | Голи              | Матчі                      | Голи                       | Матчі       | Голи        | Матчі            | Голи             | Матчі   | Голи    |
| ------------------ | ------------------ | ------------------- | ------------------- | ----------------- | ----------------- | ------------------- | ------------------- | ----------------- | ----------------- | -------------------------- | -------------------------- | ----------- | ----------- | ---------------- | ---------------- | ------- | ------- |
| Англія             | 1958               | -                   | -                   | 0                 | 0                 | -                   | -                   | -                 | -                 | 3                          | 3                          | -           | -           | 3                | 3                | 6       | 6       |
| Англія             | 1959               | -                   | -                   | -                 | -                 | -                   | -                   | -                 | -                 | 2                          | 1                          | -           | -           | 6                | 5                | 8       | 6       |
| Англія             | 1960               | 1                   | 3                   | -                 | -                 | -                   | -                   | -                 | -                 | 3                          | 3                          | -           | -           | 4                | 0                | 8       | 6       |
| Англія             | 1961               | 3                   | 2                   | -                 | -                 | -                   | -                   | -                 | -                 | 3                          | 1                          | -           | -           | 3                | 3                | 9       | 6       |
| Англія             | 1962               | -                   | -                   | 4                 | 1                 | 0                   | 0                   | -                 | -                 | 1                          | 0                          | -           | -           | 3                | 0                | 8       | 1       |
| Англія             | 1963               | -                   | -                   | -                 | -                 | 1                   | 0                   | -                 | -                 | 3                          | 1                          | -           | -           | 5                | 5                | 9       | 6       |
| Англія             | 1964               | -                   | -                   | -                 | -                 | -                   | -                   | -                 | -                 | 2                          | 0                          | 2           | 0           | 5                | 2                | 9       | 2       |
| Англія             | 1965               | -                   | -                   | -                 | -                 | -                   | -                   | -                 | -                 | 3                          | 1                          | -           | -           | 2                | 1                | 5       | 2       |
| Англія             | 1966               | -                   | -                   | 6                 | 3                 | 2                   | 1                   | -                 | -                 | 1                          | 1                          | -           | -           | 6                | 1                | 15      | 6       |
| Англія             | 1967               | -                   | -                   | -                 | -                 | 3                   | 2                   | -                 | -                 | -                          | -                          | -           | -           | 1                | 0                | 4       | 2       |
| Англія             | 1968               | -                   | -                   | -                 | -                 | 3                   | 1                   | 2                 | 1                 | -                          | -                          | -           | -           | 3                | 1                | 8       | 3       |
| Англія             | 1969               | -                   | -                   | -                 | -                 | -                   | -                   | -                 | -                 | 3                          | 1                          | -           | -           | 5                | 0                | 8       | 1       |
| Англія             | 1970               | -                   | -                   | 4                 | 0                 | -                   | -                   | -                 | -                 | 2                          | 1                          | -           | -           | 3                | 1                | 9       | 2       |
| Загалом за кар'єру | Загалом за кар'єру | 4                   | 5                   | 14                | 4                 | 9                   | 4                   | 2                 | 1                 | 26                         | 13                         | 2           | 0           | 49               | 22               | 106     | 49      |

### Усі матчі за збірну
| Дата       | Місто          | Господарі         | Результат  | Гості          | Турнір                | Голи | Примітки |
| ---------- | -------------- | ----------------- | ---------- | -------------- | --------------------- | ---- | -------- |
| 19/04/1958 | Глазго         | Шотландія         | 0 – 4      | Англія         | товариський матч      | 1    |          |
| 7/05/1958  | Лондон         | Англія            | 2 – 1      | Португалія     | товариський матч      | 1    |          |
| 11/05/1958 | Белград        | Югославія         | 5 – 0      | Англія         | товариський матч      | -    |          |
| 4/10/1958  | Белфаст        | Північна Ірландія | 3 – 3      | Англія         | товариський матч      | 2    |          |
| 22/10/1958 | Лондон         | Англія            | 5 – 0      | СРСР           | товариський матч      | 1    |          |
| 11/11/1958 | Лондон         | Англія            | 1 – 0      | Шотландія      | товариський матч      | 1    |          |
| 6/05/1959  | Лондон         | Англія            | 2 – 2      | Італія         | товариський матч      | 1    |          |
| 13/05/1959 | Ріо-де-Жанейро | Бразилія          | 2 – 0      | Англія         | товариський матч      | -    |          |
| 17/05/1959 | Ліма           | Перу              | 4 – 1      | Англія         | товариський матч      | -    |          |
| 24/05/1959 | Мехіко         | Мексика           | 2 – 1      | Англія         | товариський матч      | -    |          |
| 28/05/1959 | Лос-Анджелес   | США               | 1 – 8      | Англія         | товариський матч      | 3    |          |
| 17/10/1959 | Кардіфф        | Уельс             | 1 – 1      | Англія         | товариський матч      | -    |          |
| 28/10/1959 | Лондон         | Англія            | 2 – 3      | Швеція         | товариський матч      | 1    |          |
| 9/04/1960  | Глазго         | Шотландія         | 1 – 1      | Англія         | товариський матч      | 1    |          |
| 11/05/1960 | Лондон         | Англія            | 3 – 3      | Югославія      | товариський матч      | -    |          |
| 15/05/1960 | Мадрид         | Іспанія           | 3 – 0      | Англія         | товариський матч      | -    |          |
| 22/05/1960 | Будапешт       | Угорщина          | 2 – 0      | Англія         | товариський матч      | -    |          |
| 8/10/1960  | Белфаст        | Північна Ірландія | 2 – 5      | Англія         | товариський матч      | 1    |          |
| 19/10/1960 | Люксембург     | Люксембург        | 0 – 9      | Англія         | Відбір до ЧС 1962     | 3    |          |
| 26/10/1960 | Лондон         | Англія            | 4 – 2      | Іспанія        | товариський матч      | -    |          |
| 23/11/1960 | Лондон         | Англія            | 5 – 1      | Уельс          | товариський матч      | 1    |          |
| 15/04/1961 | Лондон         | Англія            | 9 – 3      | Шотландія      | товариський матч      | -    |          |
| 10/05/1961 | Лондон         | Англія            | 8 – 0      | Мексика        | товариський матч      | 3    |          |
| 21/05/1961 | Лісабон        | Португалія        | 1 – 1      | Англія         | Відбір до ЧС 1962     | -    |          |
| 24/05/1961 | Рим            | Італія            | 2 – 3      | Англія         | товариський матч      | -    |          |
| 27/05/1961 | Відень         | Австрія           | 3 – 1      | Англія         | товариський матч      | -    |          |
| 28/09/1961 | Лондон         | Англія            | 4 – 1      | Люксембург     | Відбір до ЧС 1962     | 2    |          |
| 14/10/1961 | Кардіфф        | Уельс             | 1 – 1      | Англія         | Відбір до ЧС 1962     | -    |          |
| 25/10/1961 | Лондон         | Англія            | 2 – 0      | Португалія     | Відбір до ЧС 1962     | -    |          |
| 22/11/1961 | Лондон         | Англія            | 1 – 1      | Ірландія       | товариський матч      | 1    |          |
| 4/04/1962  | Лондон         | Англія            | 3 – 1      | Австрія        | товариський матч      | -    |          |
| 14/04/1962 | Глазго         | Шотландія         | 2 – 0      | Англія         | товариський матч      | -    |          |
| 9/05/1962  | Лондон         | Англія            | 3 – 1      | Швейцарія      | товариський матч      | -    |          |
| 20/05/1962 | Ліма           | Перу              | 0 – 4      | Англія         | товариський матч      | -    |          |
| 31/05/1962 | Ранкагуа       | Угорщина          | 2 – 1      | Англія         | ЧС 1962 - 1-й етап    | -    |          |
| 2/06/1962  | Ранкагуа       | Англія            | 3 – 1      | Аргентина      | ЧС 1962 - 1-й етап    | 1    |          |
| 7/06/1962  | Ранкагуа       | Англія            | 0 – 0      | Болгарія       | ЧС 1962 - 1-й етап    | -    |          |
| 10/06/1962 | Вінья-дель-Мар | Бразилія          | 3 – 1      | Англія         | ЧС 1962 - чвертьфінал | -    |          |
| 27/02/1963 | Париж          | Франція           | 3 – 2      | Англія         | Відбір до ЧЄ 1964     | -    |          |
| 6/04/1963  | Лондон         | Англія            | 1 – 2      | Шотландія      | товариський матч      | -    |          |
| 8/05/1963  | Лондон         | Англія            | 1 – 1      | Бразилія       | товариський матч      | -    |          |
| 29/05/1963 | Братислава     | Чехословаччина    | 2 – 4      | Англія         | товариський матч      | 1    |          |
| 2/06/1963  | Лейпциг        | ФРН               | 1 – 2      | Англія         | товариський матч      | 1    |          |
| 5/06/1963  | Базель         | Швейцарія         | 1 – 8      | Англія         | товариський матч      | 3    |          |
| 12/10/1963 | Яунде          | Камерун           | 0 – 4      | Англія         | товариський матч      | 1    |          |
| 23/10/1963 | Лондон         | Англія            | 2 – 1      | Алжир          | товариський матч      | -    |          |
| 20/11/1963 | Лондон         | Англія            | 6 – 0      | Ліхтенштейн    | товариський матч      | -    |          |
| 11/04/1964 | Глазго         | Шотландія         | 1 – 0      | Англія         | товариський матч      | -    |          |
| 6/05/1964  | Лондон         | Англія            | 2 – 1      | Уругвай        | товариський матч      | -    |          |
| 17/05/1964 | Лісабон        | Португалія        | 3 – 4      | Англія         | товариський матч      | 1    |          |
| 24/05/1964 | Дублін         | Ірландія          | 1 – 3      | Англія         | товариський матч      | -    |          |
| 27/05/1964 | Нью-Йорк       | США               | 0 – 10     | Англія         | товариський матч      | 1    |          |
| 30/05/1964 | Ріо-де-Жанейро | Бразилія          | 5 – 1      | Англія         | товариський матч      | -    |          |
| 6/06/1964  | Ріо-де-Жанейро | Англія            | 0 – 1      | Аргентина      | товариський матч      | -    |          |
| 3/10/1964  | Белфаст        | Північна Ірландія | 3 – 4      | Англія         | товариський матч      | -    |          |
| 9/12/1964  | Амстердам      | Нідерланди        | 1 – 1      | Англія         | товариський матч      | -    |          |
| 10/04/1965 | Лондон         | Англія            | 2 – 2      | Швеція         | товариський матч      | 1    |          |
| 2/10/1965  | Кардіфф        | Уельс             | 0 – 0      | Англія         | товариський матч      | -    |          |
| 20/10/1965 | Лондон         | Англія            | 2 – 3      | Австрія        | товариський матч      | 1    |          |
| 10/11/1965 | Лондон         | Англія            | 2 – 1      | Гана           | товариський матч      | -    |          |
| 8/12/1965  | Мадрид         | Іспанія           | 0 – 2      | Англія         | товариський матч      | -    |          |
| 23/02/1966 | Лондон         | Англія            | 1 – 0      | ФРН            | товариський матч      | -    |          |
| 2/04/1966  | Глазго         | Шотландія         | 3 – 4      | Англія         | товариський матч      | 1    |          |
| 4/05/1966  | Лондон         | Англія            | 2 – 0      | Словенія       | товариський матч      | 1    |          |
| 26/06/1966 | Гельсінкі      | Фінляндія         | 0 – 3      | Англія         | товариський матч      | -    |          |
| 29/06/1966 | Осло           | Норвегія          | 1 – 6      | Англія         | товариський матч      | -    |          |
| 5/07/1966  | Хожув          | Польща            | 0 – 1      | Англія         | товариський матч      | -    |          |
| 11/07/1966 | Лондон         | Англія            | 0 – 0      | Уругвай        | ЧС 1966 - 1-й етап    | -    |          |
| 16/07/1966 | Лондон         | Англія            | 2 – 0      | Мексика        | ЧС 1966 - 1-й етап    | 1    |          |
| 20/07/1966 | Лондон         | Англія            | 2 – 0      | Франція        | ЧС 1966 - 1-й етап    | -    |          |
| 23/07/1966 | Лондон         | Англія            | 1 – 0      | Аргентина      | ЧС 1966 - чвертьфінал | -    |          |
| 26/07/1966 | Лондон         | Англія            | 2 – 1      | Португалія     | ЧС 1966 - півфінал    | 2    |          |
| 30/07/1966 | Лондон         | Англія            | 4 – 2      | ФРН            | ЧС 1966 - Фінал       | -    |          |
| 22/10/1966 | Белфаст        | Північна Ірландія | 0 – 2      | Англія         | товариський матч      | -    |          |
| 16/11/1966 | Лондон         | Англія            | 5 – 1      | Уельс          | Відбір до ЧЄ 1968     | 1    |          |
| 15/04/1967 | Лондон         | Англія            | 2 – 3      | Шотландія      | Відбір до ЧЄ 1968     | -    |          |
| 21/10/1967 | Кардіфф        | Уельс             | 0 – 3      | Англія         | Відбір до ЧЄ 1968     | 1    |          |
| 22/11/1967 | Копенгаген     | Данія             | 0 – 2      | Англія         | Відбір до ЧЄ 1968     | 1    |          |
| 6/12/1967  | Лондон         | Англія            | 2 – 2      | СРСР           | товариський матч      | -    |          |
| 24/02/1968 | Глазго         | Шотландія         | 1 – 1      | Англія         | Відбір до ЧЄ 1968     | -    |          |
| 3/04/1968  | Лондон         | Англія            | 1 – 0      | Іспанія        | Відбір до ЧЄ 1968     | 1    |          |
| 8/05/1968  | Мадрид         | Іспанія           | 1 – 2      | Англія         | Відбір до ЧЄ 1968     | -    |          |
| 22/05/1968 | Лондон         | Англія            | 3 – 1      | Швеція         | товариський матч      | 1    |          |
| 5/06/1968  | Флоренція      | Англія            | 0 – 1      | Югославія      | ЧЄ 1968 - 1-й етап    | -    |          |
| 8/06/1968  | Рим            | СРСР              | 0 – 2      | Англія         | ЧЄ 1968 - 1-й етап    | 1    |          |
| 6/11/1968  | Бухарест       | Румунія           | 0 – 0      | Англія         | товариський матч      | -    |          |
| 11/12/1968 | Лондон         | Англія            | 1 – 1      | Болгарія       | товариський матч      | -    |          |
| 15/01/1969 | Лондон         | Англія            | 1 – 1      | Румунія        | товариський матч      | -    |          |
| 3/05/1969  | Белфаст        | Північна Ірландія | 1 – 3      | Англія         | товариський матч      | -    |          |
| 7/05/1969  | Лондон         | Англія            | 2 – 1      | Уельс          | товариський матч      | 1    |          |
| 10/05/1969 | Лондон         | Англія            | 4 – 1      | Австрія        | товариський матч      | -    |          |
| 1/06/1969  | Мехіко         | Мексика           | 0 – 0      | Англія         | товариський матч      | -    |          |
| 8/06/1969  | Монтевідео     | Уругвай           | 1 – 2      | Англія         | товариський матч      | -    |          |
| 12/06/1969 | Ріо-де-Жанейро | Бразилія          | 2 – 1      | Англія         | товариський матч      | -    |          |
| 5/11/1969  | Амстердам      | Нідерланди        | 0 – 1      | Англія         | товариський матч      | -    |          |
| 10/12/1969 | Лондон         | Англія            | 1 – 0      | Португалія     | товариський матч      | -    |          |
| 14/01/1970 | Лондон         | Англія            | 0 – 0      | Нідерланди     | товариський матч      | -    |          |
| 14/04/1970 | Кардіфф        | Уельс             | 1 – 1      | Англія         | товариський матч      | -    |          |
| 21/04/1970 | Лондон         | Англія            | 3 – 1      | Ірландія       | товариський матч      | 1    |          |
| 20/05/1970 | Богота         | Колумбія          | 0 – 4      | Англія         | товариський матч      | 1    |          |
| 24/05/1970 | Кіто           | Еквадор           | 0 – 2      | Англія         | товариський матч      | -    |          |
| 2/06/1970  | Гвадалахара    | Англія            | 1 – 0      | Румунія        | ЧС 1970 - 1-й етап    | -    |          |
| 7/06/1970  | Гвадалахара    | Бразилія          | 1 – 0      | Англія         | ЧС 1970 - 1-й етап    | -    |          |
| 11/06/1970 | Гвадалахара    | Англія            | 1 – 0      | Чехословаччина | ЧС 1970 - 1-й етап    | -    |          |
| 14/06/1970 | Леон           | ФРН               | 3 – 2 д.ч. | Англія         | ЧС 1970 - чвертьфінал | -    |          |
| Усього     |                | Матчів (7 місце)  | 106        |                | Голів (2 місце)       | 49   |          |